# DARA (organización)

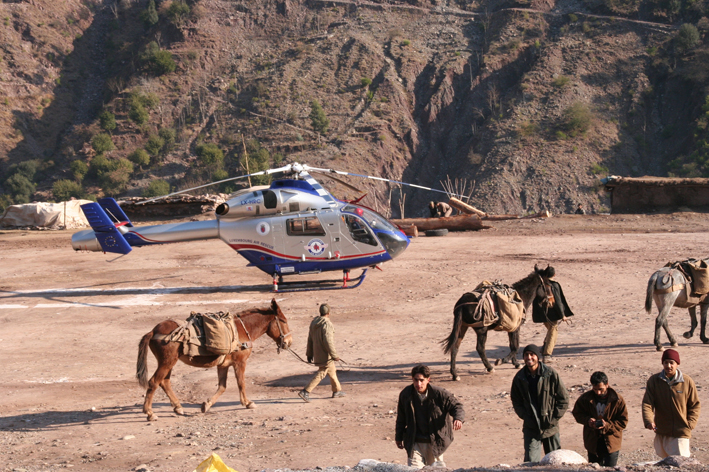
Misión humanitaria en Pakistán. DARA evalúa la eficacia de la ayuda.

DARA (siglas en inglés de Asociados para la Investigación de la Ayuda al Desarrollo, S.L.) es una organización internacional independiente con sede en Madrid, España. DARA fue fundada en 2003 por Silvia Hidalgo Turullols para evaluar el impacto de la ayuda humanitaria (diferente de la ayuda al desarrollo) y para hacer recomendaciones concretas de cambios en políticas y prácticas. La entidad ha llevado a cabo evaluaciones en más de 60 países en crisis para varias organizaciones, como agencias de Naciones Unidas, la Federación Internacional de Sociedades de la Cruz Roja y de la Media Luna Roja, la Comisión Europea, gobiernos y organizaciones no gubernamentales (ONG).
DARA está registrada como una organización independiente sin ánimo de lucro en España, tiene el estatus 501(c)(3) en Estados Unidos y está reconocida como una organización internacional en Suiza.

## Actividades
La organización lleva a cabo evaluaciones de operaciones, políticas, estrategias y proyectos humanitarios o de desarrollo.
DARA trabaja en varias regiones. Algunos de los mayores proyectos emprendidos por DARA son la participación en la Coalición de Evaluación del Tsunami, después del desastre de 2004 en el sudeste asiático, la creación del Índice de respuesta humanitaria y la evaluación de los planes de preparación ante desastres de la Comisión Europea en América Central.
Las principales actividades realizadas por DARA son:
Evaluación y asistencia técnica
- Evaluaciones en tiempo real con el propósito de ayudar en la toma de decisiones mientras una crisis humanitaria se está produciendo.
- Asistencia técnica estratégica para políticas y programas de ayuda.
- Evaluaciones sistémicas que identifican las políticas y medidas que necesitan los trabajadores humanitarios para asegurar el desempeño y el impacto de la ayuda humanitaria.

Índice de respuesta humanitaria
El Índice de respuesta humanitaria (HRI por sus siglas en inglés) es una valoración independiente del desempeño de los países donantes para asistir a los países de la Organización para la Cooperación y el Desarrollo Económicos y su Comité de Ayuda al Desarrollo en el aseguramiento de que su financiación humanitaria tiene impacto para personas en necesidad crítica de ayuda. El HRI mide el desempeño individual de los países donantes respecto a los principios de una buena donación humanitaria ( Good Humanitarian Donorship Principles) redactados en años recientes por varios actores públicos, privados y de las Naciones Unidas,. La edición de 2010 del HRI se lanzó en diciembre de 2010 en Bruselas, Bélgica, durante los días europeos del desarrollo.
Monitor de vulnerabilidad climática
Copublicado por DARA y el Foro de Vulnerabilidad Climática, el Monitor de vulnerabilidad climática fue iniciado en 2009 por el Gobierno de las Maldivas. Este informe proporciona una visión general a corto plazo (entre 2010 y 2030) de cuánto afecta a diversos países el calentamiento mundial. Lo hace estimando, para cada país, efectos en la salud de la población, desastres meteorológicos, pérdida de hábitat humano y tensiones económicas. El informe de 2010 se presentó en diciembre en Cancún durante la Conferencia de las Naciones Unidas sobre el Cambio Climático de 2010.
Iniciativa de reducción del riesgo
Este programa examina factores y condiciones que contribuyen a la generación de riesgos. Pretende proporcionar una guía para la reducción de riesgos en zonas del mundo vulnerables y propensas a desastres. Los hallazgos y las lecciones aprendidas del Índice de respuesta humanitario se utilizan para crear un Índice de reducción del riesgo (RRI por sus siglas en inglés), que se propone medir la eficacia de las diversas políticas de gestión de riesgos, estrategias y actividades para reducir el impacto de los desastres naturales en las comunidades locales. Su objetivo declarado es promover el aprendizaje y la difusión de las enseñanzas de intervenciones exitosas de reducción de riesgos.

## Liderazgo
Silvia Hidalgo Turullols fundó DARA en 2003 y ejerció como directora general hasta enero de 2010. Ross Mountain, antiguo representante especial del Secretario general de la ONU, coordinador humanitario y coordinador residente del sistema de la ONU para la República Democrática del Congo, ejerció de director general de DARA desde enero de 2010 hasta diciembre de 2012. Un ejecutivo jefe anterior es Ed Schenkenberg.

### Junta de fiduciarios (trustees)
- Diego Hidalgo Schnur - presidente emérito
- José María Figueres - presidente
- Silvia Hidalgo - vicepresidente
- Niels Dabelstein
- Jemilah Mahmood
- Martha Maznevski
- José Manuel Romero Moreno

### Antiguos miembros de la junta
- Jan Eliasson
- Emma Bonino
- Aldo Ajello
- Beatriz Iraburu Elizondo
- Juliet Pierce

### Junta de fiduciarios en Estados Unidos
- Michael Dixon
- James Obispo
- Harry Cohen-Bensimon
- José María Figueres
- Steven Hansch
- Susan Martin

## Financiación
DARA recibe financiación de varias fuentes entre las cuales pueden citarse el Fondo de las Naciones Unidas para la Infancia (Unicef), el Programa Mundial de Alimentos (PMA), el Instituto Danés para Estudios Internacionales (DIIS por sus siglas en inglés), la Agencia Española de Cooperación Internacional para el Desarrollo (AECID) y el Programa de Desarrollo de las Naciones Unidas (PNUD). También recibe financiación privada de individuos y fundaciones como la Fundación AVINA, Agility o Concordia 21.